# Ceres (California)
Ceres, fundada en 1918, es una ciudad ubicada en el condado de Stanislaus en el estado estadounidense de California. En el año 2007 tenía una población de 42,245 habitantes y una densidad poblacional de 1,926.1 personas por km².

## Geografía
Ceres se encuentra ubicada en las coordenadas 37°36′5″N 120°57′26″O / 37.60139, -120.95722. Según la Oficina del Censo, la ciudad tiene un área total de 18 km² (6,9 mi²), de la cual 18 km² (6,9 mi²) es tierra y 0 km² (0 mi²) (0%) es agua.

## Demografía
Según la Oficina del Censo en 2007 los ingresos medios por hogar en la localidad eran de $40,736, y los ingresos medios por familia eran $43,587. Los hombres tenían unos ingresos medios de $35,109 frente a los $24,317 para las mujeres. La renta per cápita para la localidad era de $14,420. Alrededor del 12.9% de la población estaban por debajo del umbral de pobreza.